# Фрейташ, Маркуш
Маркуш Андре Соуза да Силва Фрейташ (порт. Marcos André Sousa da Silva Freitas, род. 8 апреля 1988 года) — португальский игрок в настольный теннис, двукратный чемпион Европы, чемпион Европейских игр.

## Биография
Родился в 1988 году в Фуншале. 
В 2008 году в Санкт-Петербурге в возрасте 20 лет стал бронзовым призёром чемпионата Европы в парном разряде (вместе с Тьягу Аполонией). В 2011 году в Польше стал чемпионом Европы в парном разряде (вместе с Андреем Гачиной из Хорватии). Маркуш стал первым в истории португальцем, выигравшим золото чемпионата Европы. Там же стал бронзовым призёром в составе сборной Португалии в командном первенстве.
В 2014 году в составе сборной Португалии победил на командном чемпионате Европы в Лиссабоне. Для сборной Португалии это была первая в истории победа на чемпионатах Европы в этом разряде. Также в 2014 году в Лозанне стал победителем престижного турнира Europe Top-16. В 2015 году стал чемпионом Европейских игр в Баку в командном разряде. В том же году впервые стал призёром чемпионата Европы в одиночном разряде, проиграв в финале турнира в Екатеринбурге Дмитрию Овчарову. 
В 2017 и 2019 годах выигрывал серебро командных чемпионатов Европы. В 2019 году также выиграл бронзу в командном разряде на Европейских играх в Минске.
На Олимпийских играх дебютировал в 2008 году в Пекине в возрасте 20 лет. В одиночном разряде проиграл в третьем раунде. 
На Олимпийских играх 2012 года в Лондоне был посеян под 17-м номером в одиночном разряде и проиграл в третьем круге О Сан Ёну из Республики Корея в 4 партиях. В командном турнире помог Португалии выиграть матч первого раунда против Великобритании (3-0). В четвертьфинале португальцы сумели навязать борьбу сборной Республики Корея (второй номер посева). Фрейташ выиграл матч у Чу Се Хёка, но в решающем пятом матче уступил олимпийскому чемпиону 2004 года Ю Сын Мину со счётом 1-3 (5-11, 6-11, 11-9, 3-11).
На Олимпийских играх 2016 года в Бразилии Фрейташ был посеян под 8-м номером в одиночном разряде и дошёл до четвертьфинала, где проиграл японцу Дзюну Мидзутани со счётом 2-4 (4-11, 11-9, 3-11, 8-11, 12-10, 2-11). В командном турнире португальцы уже в первом раунде проиграли сборной Австрии со счётом 1-3, Фрейташ принёс единственное очко, обыграв Штефана Фегерля со счётом 3-2 (11-7, 12-10, 6-11, 7-11, 11-2).
В 2023 году, одержав ряд побед на турнирах, Маркуш Фрейташ вернулся в число сильнейших 20 игроков мира.